# Kylie Cronk
Kylie Cronk (Toowoomba, 27 marzo 1984) è un'ex giocatrice di softball australiana, vincitrice della medaglia di bronzo a Pechino 2008.

## Palmarès
- Giochi olimpici

Pechino 2008: bronzo.